# Nicó de Tàrent
Nicó de Tàrent (llatí: Nicon, en grec antic: Νίκων «Níkon») fou un dirigent de la ciutat de Tàrent al segle iv aC.
Era favorable als romans i va ser el que va dirigir la revolta de la ciutat contra el governador Miló de l'Epir deixat al capdavant de la ciutat i de la ciutadella pel rei Pirros de l'Epir